# Grenlandsko morje
Grenlandsko morje je robno morje v severnem Atlantskem oceanu oz. južnem Arktičnem oceanu, ki se razprostira ob vzhodni obali Grenlandije. Po definiciji Mednarodne hidrografske organizacije ga na severu omejuje črta med najsevernejšo točko Grenlandije in najsevernejšo točko otočja Spitsbergi, na vzhodu črta od Spitsbergov preko otoka Jan Mayen do Islandije vzdolž srednjeoceanskega hrbta in na jugu črta med skrajnim severozahodom Islandije ter Nansenovim rtom na Grenlandiji. Na severu ga Framov preliv loči od Arktičnega oceana, jugovzhodno od njega pa se razprostira Norveško morje.
Grenlandsko morje je pomemben člen vodnega kroga in ima znaten vpliv na zemeljsko podnebje. Framov preliv so glavna vrata za izmenjavo voda med Arktičnim in Atlantskim oceanom, poleg tega je zaradi svoje lege in globine pomembna lokacija, kjer površinske vode prehajajo v globine – t. i. termohalina cirkulacija. Površinska voda tone zaradi ohlajanja pozimi in zaradi intenzivne tvorbe plavajočega ledu na tem območju, kar oboje poveča gostoto vode.